# Gudenieki
Gudenieki este o arie protejată (arie specială de conservare — SAC, sit de importanță comunitară — SCI, arie de protecție specială avifaunistică — SPA) din Letonia întinsă pe o suprafață de 105,18 ha, integral pe uscat.

## Localizare
Centrul sitului Gudenieki este situat la coordonatele 56°53′04″N 21°34′42″E / 56.8845°N 21.5782°E.

## Înființare
Situl Gudenieki a fost declarat arie de protecție specială avifaunistică în decembrie 2002 pentru a proteja 1 specie de animale. Alte tipuri de protecție:
- sit de importanță comunitară (în mai 2004)
- arie specială de conservare (în mai 2004)[1][3][4]

## Biodiversitate
Situată în ecoregiunea boreală, aria protejată conține 5 habitate naturale: Pajiști uscate europene, Formațiuni de Juniperus communis pe lande sau pajiști calcaroase, Formațiuni ierboase bogate în specii de Nardus, dezvoltate pe substraturi silicioase în zone montane (și în zone submontane, în Europa continentală), Pajiști fino-scandinave uscate până la mezice, bogate în specii de altitudine mică, Păduri de stejar sau de stejar și carpen sub-atlantice și medio-europene de Carpinion betuli.
La baza desemnării sitului se află o specie protejată de  păsări: cristeiul de câmp (Crex crex)
Pe lângă speciile protejate, pe teritoriul sitului au mai fost identificate 11 specii de plante.